# Пітер Рід
Пітер Рід (англ. Peter Reid, нар. 20 червня 1956, Гайтон) — англійський футболіст, півзахисник. По завершенні ігрової кар'єри — футбольний тренер.
Як гравець насамперед відомий виступами за клуби «Болтон Вондерерз», «Евертон» та «Манчестер Сіті», а також національну збірну Англії.

## Клубна кар'єра
У дорослому футболі дебютував 1974 року виступами за «Болтон Вондерерз», в якому провів вісім сезонів, взявши участь у 225 матчах чемпіонату. Більшість часу, проведеного у складі «Болтона», був основним гравцем команди.
Своєю грою за цю команду привернув увагу представників тренерського штабу клубу «Евертон», до складу якого приєднався 1982 року. Відіграв за клуб з Ліверпуля наступні сім сезонів своєї ігрової кар'єри. Граючи у складі «Евертона» також здебільшого виходив на поле в основному складі команди. За цей час виборов титул володаря Кубка Англії, став чотириразовим володарем Суперкубка Англії, дворазовим чемпіоном Англії та володарем Кубка Кубків УЄФА.
Протягом 1989—1990 років захищав кольори «Квінс Парк Рейнджерс».
7 листопада 1990 року уклав контракт з «Манчестер Сіті», у складі якого провів наступні три роки своєї кар'єри гравця. Тренерським штабом нового клубу також розглядався як гравець «основи».
Протягом 1993—1994 років провів по декілька ігор у складі команд клубу «Саутгемптон» та «Ноттс Каунті».
Завершив професійну ігрову кар'єру у нижчоліговому клубі «Бері», за який виступав протягом 1994—1995 років.

## Виступи за збірну
1985 року дебютував в офіційних матчах у складі національної збірної Англії. Протягом кар'єри у національній команді, яка тривала 4 роки, провів у формі головної команди країни 13 матчів.

## Кар'єра тренера
Розпочав тренерську кар'єру 1990 року, ставши граючим тренером «Манчестер Сіті».
Надалі очолював молодіжну збірну Англії, «Сандерленд», «Лідс Юнайтед», «Ковентрі Сіті» та збірну Таїланду.
Наразі останнім місцем тренерської роботи був клуб «Плімут», команду якого Пітер Рід очолював як головний тренер до 2011 року.

## Титули і досягнення

### Командні
- Володар Кубка Англії (1):

«Евертон»: 1983-84
- Володар Суперкубка Англії (4):

«Евертон»: 1984, 1985, 1986, 1987
- Чемпіон Англії (2):

«Евертон»: 1984-85, 1986-87
- Володар Кубка Кубків УЄФА (1):

«Евертон»: 1984-85

### Особисті
- Гравець року в Англії :1984-85